# General Post
General Post è un film britannico del 1920, diretto da Thomas Bentley. Il titolo rimanda all’omonimo gioco infantile, simile al gioco italiano detto sedie musicali, una sessione del quale viene mostrata all’inizio del film.

## Trama
Sir Dennys Broughton, discendente da una famiglia di notabili le cui origini sono rintracciabili molti secoli addietro, è, nel 1912, giudice di pace, nonché una delle persone più in vista dell'immaginaria cittadina inglese di Sheffingham. Sua figlia Betty è una giovane dalle idee democratiche, che intrattiene rapporti amorosi con Edward Smith, sarto. Per questo motivo ella viene redarguita dai genitori, che considerano inappropriata una relazione fra persone appartenenti a classi sociali diverse. Tale pregiudizio viene peraltro condiviso dallo stesso Edward, che, giudicando impraticabile nella realtà questo rapporto, fa in modo di togliersi di mezzo e si trasferisce a Londra, pur continuando, nel suo intimo, ad amare Betty. La ragazza ne rimane mortalmente offesa e si ritrae dalle proprie attività sociali di ideale progressista.
Allo scoppio della guerra il fratello di Betty, Alec, arruolato, torna a casa in licenza, accompagnato dall’alto ufficiale al cui servizio è adibito: si tratta del colonnello Smith, che non è altri che Edward, il sarto, che ha fatto carriera nell’esercito grazie alle proprie capacità personali. Sir Broughton, in tempo di guerra forzatamente arruolato come “volontario”, è costretto ad accoglierlo con deferenza, in quanto suo superiore.
Betty, ancora offesa, nonostante le rinnovate profferte amorose di Edward, lo rifiuta, senza smettere d’altra parte di raccogliere ritagli di giornale che trattano della sua prodigiosa carriera militare.
Il successivo ritorno di Edward nel paese è nelle vesti di generale insignito della prestigiosa onorificenza Victoria Cross, e viene accolto nella cittadina come eroe nazionale. Dopo ulteriori tergiversamenti, Betty ed Edward si riuniscono.